# احکام اعدام در خیزش ۱۴۰۱ ایران
احکام اعدام در خیزش ۱۴۰۱ ایران فهرستی از شهروندان ایرانی است که در پی خیزش سال ۱۴۰۱ ایران به اعدام محکوم شده‌اند. اعدام‌ها در پی محاکمه‌های شتابزده اجرا شد که مورد انتقاد گسترده سازمان‌های حقوق بشری قرار گرفت. برای ۹ نفر از محکومان حکم اعدام اجرا شده‌است. کمیساریای عالی حقوق بشر سازمان ملل متحد این اعدام‌ها را «قتل حکومتی» نامیده‌است. فهرستی که در این مقاله آمده، شامل تظاهرکنندگانی که در جریان اعتراضات توسط نیروهای جمهوری کشته شده‌اند نمی‌شود. همچنین اسامی افرادی که به دلیل محکومیت‌های غیرمرتبط با خیزش ۱۴۰۱ حکم اعدام دریافت کرده‌اند در این فهرست نیامده است.

## بررسی اجمالی
هزاران نفر از معترضان در نتیجه خیزش ۱۴۰۱ ایران بازداشت و ده‌ها نفر به جرایم سنگین از جمله محاربه («جنگ علیه خدا») و مفسد فی الارض متهم شده‌اند که این دلیلی برای صدور حکم اعدام در جمهوری اسلامی ایران می‌باشد. سازمان‌های حقوق‌بشری استفاده از «محاکمات ساختگی که برای ارعاب معترضان طراحی شده‌اند» و «استفاده وحشتناک از مجازات اعدام در محاکمات عجولانه» را محکوم کرده‌اند. کارشناسان حقوق بشر سازمان ملل متحد نسبت به صدور احکام اعدام که به دنبال محاکمه‌های ناعادلانه که منجر به «محرومیت خودسرانه از زندگی» در مورد معترضان بازداشت شده می‌شود، هشدار داده و آن را محکوم کرده‌اند. به گفته عفو بین‌الملل، «چند متهم شکنجه شدند» و «اعترافات اجباری» آنها به عنوان مدرک مورد استفاده قرار گرفت. رسانه‌های وابسته به جمهوری اسلامی اعترافات حداقل ۹ متهم را قبل از محاکمه پخش کردند.
در ۱۷ آذر ۱۴۰۱، جمهوری اسلامی محسن شکاری را اعدام کرد در زمان اعدام شکاری، بیش از ۴۷۰ معترض توسط نیروی‌های پلیس کشته شده بودند، اما که اولین اعدام شناخته شده قضایی در نتیجه مستقیم اعتراضات به کشته‌شدن مهسا امینی در سال ۱۴۰۱ بود. جمهوری اسلامی در ۲۱ آذر مجیدرضا رهنورد را اعدام کرد که این دومین اعدام شناخته شده‌است که مستقیماً با اعتراضات مهسا امینی ارتباط دارد. در ۱۷ دی ۱۴۰۱ محمدمهدی کرمی به دار آویخته شد. این درحالی بود که دادگاه به ریاست موسی آصف‌الحسینی ار پذیرش وکیل انتخابی مورد نظر خانواده او برای او خودداری کرده بود و وکیل تسخیری نیز از او دفاعی نکرده بود. این وکیل انتخابی دادگاه به تماس‌های خانواده کرمی پاسخی نداده‌است. محمدمهدی کرمی در اعتراض به عدم پذیرش وکیلش توسط دادگاه پیش از اعدام شدن اعتصاب غذا کرده بود. سید محمد حسینی نیز در همان روز به دار آویخته شد. به گفته علی شریف‌زاده، وکیل دادگستری که وکالت او در مرحله فرجام‌خواهی پذیرفته شده بود. اعتراف‌های او «تحت شکنجه بوده و هیچ وجاهت قانونی ندارد.» او همچنین گفت سیدمحمد حسینی تحت شکنجه بوده و در طول مدت بازداشت انواع مختلف شکنجه روی او انجام شده‌است. این شکنجه‌ها شامل «ضرب و شتم با چشم و دست و پای بسته تا لگد به سر و بیهوشی، از میله آهنی به کف پا و شوکر در قسمت‌های مختلف بدن» است.
حسین باستانی، تحلیلگر برجسته سیاسی گفت: تحلیلگران هشدار داده‌اند که جمهوری اسلامی «مصمم به اعدام‌های دسته جمعی» است و اجرای اعدام را تا آخرین لحظه مبهم نگه می‌دارد تا واکنش‌های داخلی و بین‌المللی را در حالت مبهوت نگه دارد. وی ادامه داد که «واکنش‌های عملی در سراسر جهان ممکن است همچنان از یک فاجعه انسانی جلوگیری کند.»

### قتل حکومتی
بسیاری از محاکمه‌ها در دادگاه انقلاب اسلامی ایران انجام شده‌است. این سیستم به دلیل برگزاری محاکمات پشت درهای بسته و اغلب اجازه ندادن متهمان به بررسی شواهدی که علیه آنها استفاده می‌شود، مورد انتقاد بین‌المللی قرار گرفته‌است از این دادگاه‌ها به عنوان دادگاه نمایشی نیز نام برده می‌شود. کمیساریای عالی حقوق بشر سازمان ملل این اعدام‌ها را «قتل حکومتی» می‌داند. سعید دهقان، وکیل حقوق‌بشر اعدام مجیدرضا رهنورد را «قتل حکومتی» نام برد. او گفته‌است چون «شاکی»، «دادستان»، «قاضی» و «وکیل» پرونده او «حکومتی» بوده‌اند، دلیل مرگ او اعدام نیست و قتل حکومتی است. کمپین حقوق بشر ایران نیز از این اعدام‌ها را قتل حکومتی دانسته‌است. عفو بین‌الملل نیز با صدور بیانیه‌ای خواستار توقف اعدام‌ها شد. این سازمان بیانیه خود از اعدام‌ها به عنوان قتل حکومتی نام برده‌است.
تعدادی از این دادگاه‌ها به ریاست قاضی ابوالقاسم صلواتی در تهران برگزار شده‌است. صلواتی به دلیل اعمال مجازات‌های سخت با تحریم‌های ایالات متحده آمریکا مواجه است. در بیانیه‌ای از سوی وزارت خزانه داری آمریکا، صلواتی را به دلیل صدور بیش از ۱۰۰ حکم اعدام و حبس‌های طولانی برای زندانیان سیاسی، فعالان حقوق بشر، کارکنان رسانه‌ها و «سایر افرادی که به دنبال آزادی تجمع کرده‌اند» مورد انتقاد قرار داده‌است.

## محکومان اعدام در خیزش ۱۴۰۱
فهرست زیر حاوی اطلاعات افرادی است که به دلیل مشارکت در جریان خیزش ۱۴۰۱ ایران، حکم اعدام دریافت کردند. تاکنون برای ۹ نفر از این افراد حکم اعدام اجرا شده و برای تعدادی این حکم در دیوان عالی کشور نقض شده‌است.
|    | نام                       | جزئیات دستگیری                    | اتهام                                              | ادعای دادستان دادگاه | قاضی             | محاکمه       | حکم                       | اطلاعات تکمیلی | منابع                              |
| -- | ------------------------- | --------------------------------- | -------------------------------------------------- | --- | ---------------- | ------------ | ------------------------- | --- | ---------------------------------- |
| ۱  | محسن شکاری                | تظاهرات تهران                     | محاربه (جنگ علیه خدا)                              | خیابان ستارخان تهران را مسدود کردند. | ابوالقاسم صلواتی | ۱۰ آبان ۱۴۰۱ | اعدام                     | در ۱۷ آذر ۱۴۰۱ با طناب دار اعدام شد. | [ ۳۲ ]                             |
| ۲  | مجیدرضا رهنورد            | مشهد                              | محاربه                                             | حمله و قتل دو نیروی بسیجی به نام‌های دانیال رضازاده و حسین زینال زاده با سلاح سرد و مجروح کردن چهار نفر دیگر                                    | هادی منصوری      | ۸ آذر ۱۴۰۱   | اعدام                     | در ۲۱ آذر ۱۴۰۱ با طناب دار اعدام شد. | [ ۴۷ ] [ ۴۸ ]                      |
| ۳  | محمدمهدی کرمی             | درگیری ۱۴۰۱ کرج                   | مفسد فی الارض                                      | متهم به تعقیب و قتل بسیجی روح‌الله عجمیان در مراسم چهلم حدیث نجفی                                                                               | موسی آصف‌الحسینی  | ۹ آذر ۱۴۰۱   | اعدام                     | در ۱۷ دی ۱۴۰۱ حلق آویز شد. | [ ۴۷ ] [ ۴۹ ] [ ۵۰ ]               |
| ۴  | سید محمد حسینی            | درگیری ۱۴۰۱ کرج                   | مفسد فی الارض                                      | شرکت در اعتراضات | موسی آصف‌الحسینی  | ۹ آذر ۱۴۰۱   | اعدام                     | در ۱۷ دی ۱۴۰۱ حلق آویز شد. | [ ۴۷ ] [ ۵۱ ] [ ۵۲ ] [ ۵۳ ]        |
| ۵  | صالح میرهاشمی             | اصفهان                            | محاربه (جنگ علیه خدا)                              | حمله و قتل دو نیروی بسیجی و یک افسر نیروی انتظامی، تشکیل و اداره گروه مجرمانه به قصد برهم زدن امنیت کشور، عضویت و همکاری با سازمان مجاهدین خلق | مرتضی براتی      |              | اعدام                     | در ۲۸ اردیبهشت ۱۴۰۲ با طناب دار اعدام شد. | [ ۵۴ ]                             |
| ۶  | سعید یعقوبی               | اصفهان                            | محاربه (جنگ علیه خدا)                              | در حمله و قتل دو نیروی بسیجی و یک افسر نیروی انتظامی نقش داشت.                                                                                 | مرتضی براتی      |              | اعدام                     | در ۲۸ اردیبهشت ۱۴۰۲ با طناب دار اعدام شد. | [ ۵۴ ]                             |
| ۷  | مجید کاظمی                | اصفهان                            | بغی (جنگ علیه حکومت اسلامی)، محاربه (جنگ علیه خدا) | در حمله و قتل دو نیروی بسیجی و یک افسر نیروی انتظامی نقش داشت.                                                                                 | مرتضی براتی      |              | اعدام                     | در ۲۸ اردیبهشت ۱۴۰۲ با طناب دار اعدام شد. |                                    |
| ۸  | محمد قبادلو               | تهران                             | محاربه، مفسد فی الارض                              | قتل استوار یکم فرید کرمپور و حمله به پنج مأمور فراجا                                                                                           | ابوالقاسم صلواتی | ۱۹ آذر ۱۴۰۱  | اعدام                     | در ۳ دی ۱۴۰۲ با طناب دار اعدام شد. |                                    |
| ۹  | میلاد زهره‌وند             |                                   |                                                    | | ابوالقاسم صلواتی |              | اعدام                     | | [ ۵۶ ]                             |
| ۹  | محمد بروغنی               | تهران                             | محاربه                                             | | ابوالقاسم صلواتی | ۷ آبان ۱۴۰۱  | اعدام                     | در تاریخ پانزدهم آذر حکم اعدام وی توسط دیوان عالی کشور تأیید شد. | [ ۴۷ ] [ ۴۸ ] [ ۵۷ ]               |
| ۱۰ | محمدمهدی محمدی‌فرد         | اعتراضات نوشهر                    | محاربه                                             | آتش زدن مقر پلیس، مشارکت در ایجاد آتش‌سوزی |                  | ۱۳ دی ۱۴۰۱   | ۲بار اعدام                | |                                    |
| ۱۱ | عرشیا تکدستان             | اعتراضات نوشهر                    | محاربه                                             | آتش زدن مقر پلیس، مشارکت در ایجاد آتش‌سوزی |                  | ۱۳ دی ۱۴۰۱   | اعدام                     | |                                    |
| ۱۲ | فرزاد طه‌زاده              | اشنویه                            | محاربه (جنگ علیه خدا)                              | |                  | ۱۵ آذر ۱۴۰۱  | اعدام (حکم غیابی)         | هاکان دمیر، نماینده پارلمان آلمان، در ۱۳ دسامبر ۲۰۲۲ از او حمایت کرد. ظاهراً قرار بود با برادرش فرهاد در ۲۳ آذر ۱۴۰۱ اعدام شود.                                           | [ ۶۰ ] [ ۶۱ ] [ ۶۲ ]               |
| ۲۵ | میلاد آرمون               | تهران، اکباتان                    | تجاوز منجر به قتل                                  | مشارکت در حمله به یک بسیجی به نام آرمان علی‌وردی                                                                                                |                  |              |                           | او حمله به شبه نظامیان را در تلویزیون دولتی ایران تکذیب کرد یته گوتلند، نماینده پارلمان سوئد، در ۱۴ دسامبر ۲۰۲۲ از او حمایت کرد.                                         | [ ۵۴ ]                             |
| ۲۶ | بهزاد حصاری               | تهران، اکباتان                    | تجاوز منجر به قتل                                  | مشارکت در حمله به یک بسیجی به نام آرمان علی‌وردی                                                                                                |                  |              |                           | | [ ۵۴ ]                             |
| ۲۷ | نستوه نیکخواه             | تهران، اکباتان                    | تجاوز منجر به قتل                                  | مشارکت در حمله به یک بسیجی به نام آرمان علی‌وردی                                                                                                |                  |              |                           | | [ ۵۴ ]                             |
| ۲۸ | مهدی جهانی                | تهران، اکباتان                    | تجاوز منجر به قتل                                  | مشارکت در حمله به یک بسیجی به نام آرمان علی‌وردی                                                                                                |                  |              |                           | | [ ۵۴ ]                             |
| ۲۹ | محمد پسندیان              | تهران، اکباتان                    | تجاوز منجر به قتل                                  | مشارکت در حمله به یک بسیجی به نام آرمان علی‌وردی                                                                                                |                  |              |                           | | [ ۵۴ ]                             |
| ۱۴ | توحید درویشی              | تظاهرات تبریز                     |                                                    | |                  | ۱۴ آبان ۱۴۰۱ | اعدام                     | از انتخاب وکیل منع شد. | [ ۶۴ ] [ ۶۵ ]                      |
| ۱۵ | منوچهر مهمان‌نواز          | تظاهرات تهران                     | محاربه (جنگ علیه خدا)                              | مشارکت در ایجاد آتش‌سوزی، اخلال در نظم عمومی | محمدرضا عموزاد   | ۸ آبان ۱۴۰۱  | اعدام                     | از انتخاب وکیل منع شد. | [ ۴۸ ] [ ۶۷ ]                      |
| ۱۶ | محسن رضازاده قراقلو       | تظاهرات تهران                     | محاربه (جنگ علیه خدا)                              | مشارکت در ایجاد آتش‌سوزی، تبانی علیه امنیت ملی                                                                                                  | ابوالقاسم صلواتی | ۷ آبان ۱۴۰۱  |                           | از انتخاب وکیل منع شد. | [ ۴۷ ] [ ۴۸ ] [ ۵۷ ]               |
| ۱۷ | سعید شیرازی               | تظاهرات تهران                     | مفسد فی الارض                                      | تحریک به جرائم علیه امنیت، اخلال در نظم عمومی                                                                                                  | ابوالقاسم صلواتی | ۷ آبان ۱۴۰۱  |                           | از انتخاب وکیل منع شد. | [ ۴۷ ] [ ۶۸ ] [ ۴۸ ] [ ۶۹ ] [ ۵۷ ] |
| ۱۸ | سامان یاسین (صیدی)        | تظاهرات تهران                     | محاربه (جنگ علیه خدا)                              | سه بار تیراندازی با اسلحه | ابوالقاسم صلواتی | ۷ آبان ۱۴۰۱  | اعدام                     | کارلوس کاسپر، نماینده پارلمان آلمان در ۹ دسامبر ۲۰۲۲ کفالت سیاسی او را بر عهده گرفت.                                                                                     | [ ۴۷ ] [ ۴۸ ] [ ۵۷ ]               |
| ۱۹ | ابوالفضل مهری حسین حاجیلو | تظاهرات تهران                     | مقابله با حکومت اسلامی                             | آتش زدن | ابوالقاسم صلواتی | ۷ آبان ۱۴۰۱  |                           | از انتخاب وکیل منع شد. | [ ۴۸ ] [ ۵۷ ]                      |
| ۲۱ | اکبر غفاری                | تظاهرات تهران                     | محاربه (جنگ علیه خدا)                              | |                  |              |                           | اعدام | [ ۴۸ ] [ ۷۱ ]                      |
| ۳۰ | پرهام پروری               | تظاهرات تهران                     | محاربه (جنگ علیه خدا)                              | |                  |              |                           | | [ ۵۴ ]                             |
| ۳۱ | ابراهیم ریگی              | زاهدان                            | محاربه (جنگ علیه خدا)                              | |                  |              |                           | | [ ۵۴ ] [ ۷۲ ]                      |
| ۳۲ | ابراهیم رحیمی             |                                   |                                                    | |                  |              |                           | در لیست عفو بین‌الملل اطلاعات بیشتر لازم است. | [ ۴۸ ]                             |
| ۳۳ | عبدالدوستار ذوالفقاری     | زاهدان                            | محاربه (جنگ علیه خدا)                              | |                  |              |                           | اطلاعات بیشتر لازم است. | [ ۷۳ ]                             |
| ۳۴ | مهسا محمدی                |                                   | سب‌النبی (توهین به پیامبر اسلام)                    | او تنها بر اساس یک توییت متهم شده‌است. |                  |              |                           | | [ ۷۵ ]                             |
| ۳۵ | سونیا شریفی               | آبادان                            | محاربه (جنگ علیه خدا)                              | |                  |              |                           | اعتراف اجباری با شکنجه کاتیا لیکرت، نماینده پارلمان آلمان، در ۱۴ دسامبر ۲۰۲۲ از او حمایت کرد                                                                             | [ ۷۷ ]                             |
| ۳۶ | دنا شیبانی                | شیراز                             | محاربه (جنگ علیه خدا)                              | تلاش برای بمب‌گذاری در شیراز |                  |              | آزاد شد.                  | اعتراف اجباری با شکنجه کیفرخواست بدون اتهامات افسادفی‌الارض و محاربه صادر شد.                                                                                             | [ ۸۱ ] [ ۷۹ ]                      |
| ۳۷ | اشراق نجف‌آبادی            | شیراز                             | محاربه (جنگ علیه خدا)                              | تلاش برای بمب‌گذاری در شیراز |                  |              | آزاد شد.                  | اعتراف اجباری با شکنجه کیفرخواست بدون اتهامات افسادفی‌الارض و محاربه صادر شد.                                                                                             | [ ۸۱ ] [ ۷۹ ]                      |
| ۳۸ | محمد خیوه                 | شیراز                             | محاربه (جنگ علیه خدا)                              | تلاش برای بمب‌گذاری در شیراز |                  |              | آزاد شد.                  | اعتراف اجباری با شکنجه کیفرخواست بدون اتهامات افسادفی‌الارض و محاربه صادر شد.                                                                                             | [ ۸۱ ] [ ۷۹ ]                      |
| ۳۹ | حسام موسوی                | شیراز                             | محاربه (جنگ علیه خدا)                              | تلاش برای بمب‌گذاری در شیراز |                  |              | آزاد شد.                  | اعتراف اجباری با شکنجه کیفرخواست بدون اتهامات افسادفی‌الارض و محاربه صادر شد.                                                                                             | [ ۸۱ ] [ ۷۹ ]                      |
| ۴۰ | امیرارسلان مهدوی          | شیراز                             | محاربه (جنگ علیه خدا)                              | تلاش برای بمب‌گذاری در شیراز |                  |              | آزاد شد.                  | اعتراف اجباری با شکنجه کیفرخواست بدون اتهامات افسادفی‌الارض و محاربه صادر شد.                                                                                             | [ ۸۱ ] [ ۷۹ ]                      |
| ۴۱ | توماج صالحی               |                                   | مفسد فی الارض                                      | خوانندگی |                  |              | به حبس تقلیل یافت.        | یه-وُن ری نماینده پارلمان آلمان در ۹ دسامبر ۲۰۲۲ کفالت سیاسی او را بر عهده گرفت. حکم اعدام وی بعدها به‌دلیل آنچه همکاری مؤثر با مسئولان امنیتی اعلام شد به حبس تقلیل یافت. | [ ۴۷ ] [ ۴۸ ]                      |
| ۴۲ | شعیب میربلوچ‌زهی           | در «جمعه خونین زاهدان» بازداشت شد | روشن نیست                                          | |                  |              |                           | | [ ۸۴ ]                             |
| ۴۳ | سیاوش نوبخت               | بندرعباس                          | بغی جنگ علیه حکومت اسلامی)،                        | ساخت و توزیع سلاح شبه نظامیه کوکتل مولوتوف؛ لیدری و آموزش گروهکهای مبارز؛                                                                      | سید علی تقی‌نیا   | بهمن۱۴۰۱     | اعدام (حکم غیابی) آزاد شد | حکم در دیوان عالی کشور نقض شد. کیفرخواست بدون اتهامات افسادفی‌الارض و محاربه صادر شد                                                                                      | [ ۸۶ ]                             |
| ۴۴ | جواد روحی                 | نوشهر                             | افساد فی الارض و محاربه                            | تخریب اموال، آتش زدن قرآن، لیدری اعتراضات |                  | دی ۱۴۰۱      | اعدام                     | | [ ۸۷ ] [ ۸۸ ]                      |
| ۴۵ | منصور دهمرده              | زاهدان                            | افساد فی الارض                                     | |                  | دی ۱۴۰۱      | اعدام                     | | [ ۸۹ ]                             |
| ۴۶ | کامیز خروت                | زاهدان                            | افساد فی الارض و محاربه                            | |                  | دی ۱۴۰۱      | اعدام                     | | [ ۹۰ ] [ ۹۱ ]                      |

## نقض احکام
|   | نام              | جزئیات دستگیری  | اتهام                 | ادعای دادستان دادگاه                                                             | قاضی            | محاکمه       | حکم   | اطلاعات تکمیلی                 | منابع                |
| - | ---------------- | --------------- | --------------------- | -------------------------------------------------------------------------------- | --------------- | ------------ | ----- | ------------------------------ | -------------------- |
| ۱ | ماهان صدرات مدنی | تظاهرات تهران   | محاربه (جنگ علیه خدا) | خیابان را مسدود کرد و آتش زد. گوشی شاکی را از بین برد و با چاقو او را مجروح کرد. | ایمان افشاری    | ۱۲ آبان ۱۴۰۱ | اعدام | حکم در دیوان عالی کشور نقض شد. | [ ۹۳ ] [ ۴۷ ] [ ۴۸ ] |
| ۲ | حمید قره‌حسنلو    | درگیری ۱۴۰۱ کرج | مفسد فی الارض         | اعتراضات ۱۴۰۱ کرج                                                                | موسی آصف‌الحسینی | ۹ آذر ۱۴۰۱   | اعدام | حکم در دیوان عالی کشور نقض شد  | [ ۴۷ ] [ ۴۸ ] [ ۹۶ ] |
| ۳ | حسین محمدی       | درگیری ۱۴۰۱ کرج | مفسد فی الارض         | اعتراضات ۱۴۰۱ کرج                                                                | موسی آصف‌الحسینی | ۹ آذر ۱۴۰۱   | اعدام | حکم در دیوان عالی کشور نقض شد. | [ ۹۷ ]               |
| ۴ | رضا آریا         | درگیری ۱۴۰۱ کرج | مفسد فی الارض         | اعتراضات ۱۴۰۱ کرج                                                                | موسی آصف‌الحسینی | ۹ آذر ۱۴۰۱   | اعدام | حکم در دیوان عالی کشور نقض شد. | [ ۴۷ ] [ ۴۹ ] [ ۵۰ ] |
| ۵ | سهند نورمحمدزاده | تظاهرات تهران   | محاربه (جنگ علیه خدا) | یک بزرگراه در تهران را مسدود کردند و سطل زباله‌ها را به آتش کشیدند.               |                 | ۱۵ مهر ۱۴۰۱  | اعدام | حکم در دیوان عالی کشور نقض شد  | [ ۴۷ ] [ ۴۸ ] [ ۹۹ ] |

## واکنش‌ها
- سازمان عفو بین‌الملل در ۱۸ بهمن با انتشار فراخوان اقدام فوری برای ۱۴ معترض بازداشت‌شده به نام‌های عرشیا تکدستان، جواد روحی، ابراهیم نارویی، کامبیز خروت، مجید کاظمی، منوچهر مهمان‌نواز، منصور دهمرده، مهدی بهمن، محمد بروغنی، مهدی محمدی‌فرد، محمد قبادلو، صالح میرهاشمی، سعید یعقوبی و شعیب میربلوچ‌زهی ریگی - که در معرض اعدام هستند - هشدار داد.[۱۰۰]
- پاپ فرانسیس، رهبر کاتولیک‌های جهان در ۱۹ دی ۱۴۰۱ اعدام‌ها را محکوم کرد. او گفت «حق حیات در جاهایی که مجازات اعدام همچنان اجرا می‌شود، مانند این روزها در ایران، در پی اعتراضات اخیر که خواستار احترام بیشتر به کرامت زنان هستند، در خطر است.»[۱۰۱]
- آنالینا بربوک، وزیر خارجه آلمان پس از اجرای حکم اعدام محمدمهدی کرمی و سید محمد حسینی سفیر ایران در آلمان را فراخواند. او همچنین گفت «رژیمی که جوانان را برای ارعاب مردم خود به قتل می‌رساند آینده‌ای ندارد.» همچنین اشتفن هبزترایت یکی از سخنگویان وزارت خارجه آلمان هم گفت ما می‌خواهیم به حکومت ایران نشان دهیم که «اقداماتش هزینه دارد.» اولاف شولتس، صدراعظم آلمان نیز به شدت اعدام‌ها را محکوم کرد.[۱۰۲]
- فولکر تورک، کمیساریای عالی حقوق بشر سازمان ملل متحد در بیانیه‌ای با اشاره به اینکه اعدام‌ها توسط جمهوری اسلامی ناقض قوانین بین‌المللی حقوق بشری است، گفت تنبیه کسانی که حقوق اساسی خود نظیر سازماندهی تظاهرات را انجام داده‌اند به مثابه «قتل حکومتی» است.[۲۸]
- عفو بین‌الملل در بیانیه‌ای خواستار توقف اعدام‌ها شد. این سازمان همچنین گفت «نفرت‌انگیز است که مقام‌های ایرانی در حالی که در تلاش هستند با ایجاد رعب و وحشت، قدرت را حفظ کنند، به قتل‌های حکومتی ادامه می‌دهند.»[۴۳]
- بیش از ۷۰۰ نویسنده، هنرمند و استاد دانشگاه در ۲۲ دی ۱۴۰۱ در بیانیه‌ای اعدام معترضان در ایران را «قتل حکومتی» توصیف کردند. در این بیانیه همچنین نوشته شده «از نظر ما، جمهوری اسلامی که خیز بلندی برای دریغِ حق زندگی از مخالفان خود برداشته، تنها در صورتی شهامت تداوم اجرای این احکام اعدام را خواهد داشت که هیچ ترسی از بابت تحمیل هزینهٔ جدی از طرف نهادهای بین‌المللیِ مسئول احساس نکند.» شخصیت‌های مختلفی همچون شهرنوش پارسی‌پور، ناصر تقوایی، فرامرز اصلانی، عبدالرضا کاهانی، حمید دباشی، هوشنگ توزیع، فریدون فرح‌اندوز، شهره، رعنا منصور، فرزان سجودی، محمد یعقوبی، کامران ملک‌مطیعی، پرستو صالحی، مرضیه وفامهر و مهناز محمدی از امضا کنندگان این بیانیه بوده‌اند.[۱۰۳]